# Ngày Quốc tế Hợp tác
Ngày Quốc tế Hợp tác, viết tắt là IDC (International Day of Cooperatives) là ngày Thứ Bảy đầu tiên của tháng Bảy, được Đại hội đồng Liên Hợp Quốc chọn trong Nghị quyết A/RES/47/90 ngày 16/12/1992.
Việc kỷ niệm ngày hợp tác vào ngày Thứ Bảy đầu tiên của tháng Bảy đã được phong trào International Co-operative Alliance thực hiện hàng năm kể từ năm 1923.

## Chủ đề các năm
- 2009: Hướng đến phục hồi thông qua hợp tác[2]
- 2008: Đương đầu với biến đổi khí hậu thông qua hợp tác[3][4]
- 2007: Giá trị hợp tác và nguyên tắc về trách nhiệm xã hội doanh nghiệp[5]
- 2006: Xây dựng hòa bình thông qua hợp tác [6]
- 2005: Tài chính vi mô là kinh doanh CỦA CHÚNG TÔI! Hợp tác thoát nghèo[7]
- 2004: Hợp tác cho Toàn cầu hóa trung thực: Tạo cơ hội cho tất cả[8][9]
- 2003: Hợp tác phát triển: Sự đóng góp của hợp tác để được các Mục tiêu Phát triển Thiên niên kỷ của Liên Hợp Quốc[10]